# Baros (Cimahi Tengah)
Baros is een bestuurslaag in het regentschap Cimahi van de provincie West-Java, Indonesië. Baros telt 23.497 inwoners (volkstelling 2010).